# Starsailor (музичка група)
 (транскр.  Старсејлор) енглеска је музичка група. Основана је 2000. године у Вигану.

## Чланови

### Садашњи
- Џејмс Волш — вокал, гитара
- Џејмс Стелфокс — бас-гитара
- Бари Вестхед — клавијатуре
- Бен Берн — бубањ

## Дискографија

### Студијски албуми
- (2001)
- (2003)
- (2005)
- (2009)
- (2017)
- (2024)

### издања
- (2008)

### Компилације
- (2015)

## Награде и номинације
- Награде Брит

| Година | Категорија             | Номиновано дело | Исход      |
| ------ | ---------------------- | --------------- | ---------- |
| 2002.  | Британски нови извођач | —               | Номинација |

- Награде Кју

| Година | Категорија           | Номиновано дело | Исход    |
| ------ | -------------------- | --------------- | -------- |
| 2001.  | Најбољи нови извођач | —               | Освојено |